# Premio Michael L. Printz
El Premio Michael L. Printz es un premio estadounidense que honra anualmente el mejor libro escrito para los adolescentes, basado enteramente en su mérito literario. Además, Comité Printz puede nombrar hasta cuatro libros “de honor”, que también representan la mejor escritura en la literatura juvenil. 
El anuncio de los premios se efectúa en la reunión de invierno de la Asociación de Bibliotecas de Estados Unidos (ASA, por sus siglas en inglés) como parte de las concesiones de los medios de jóvenes y se celebra con un programa y recepción de cada año en la Conferencia Anual de ALA.
El está nombrado así en honor a un hombro homónimo: bibliotecario en una escuela en Topeka (Kansas) y un consultor de marketing para el Econo-Clad, así como miembro activo de YALSA; tenía una pasión por los libros y la lectura. Él también aprecia los autores que han escrito libros para adultos jóvenes y demostró está iniciando un programa de autor en residencia en su escuela secundaria. 

## Lista de galardones otorgados
Nota: los títulos en español es únicamente para aquellos libros que hayan sido traducidos.
| Año  | Autor (es)                             | Título original del libro                                | Título en español                                       | Resultado |
| ---- | -------------------------------------- | -------------------------------------------------------- | ------------------------------------------------------- | --------- |
| 2021 | Daniel Nayeri                          | Everything Sad Is Untrue (a true story)                  |                                                         | Ganador   |
| 2021 | Eric Gansworth                         | Apple (Skin to the Core)                                 |                                                         | De honor  |
| 2021 | Gene Luen Yang                         | Dragon Hoops                                             |                                                         | De honor  |
| 2021 | Candice Iloh                           | Every Body Looking                                       |                                                         | De honor  |
| 2021 | Traci Chee                             | We Are Not Free                                          |                                                         | De honor  |
| 2020 | A. S. King                             | Dig                                                      |                                                         | Ganador   |
| 2020 | Nahoko Uehashi                         | The Beast Player                                         |                                                         | De honor  |
| 2020 | Mariko Tamaki                          | Laura Dean Keeps Breaking Up with Me                     |                                                         | De honor  |
| 2020 | Nikki Grimes                           | Ordinary Hazards: A Memoir                               |                                                         | De honor  |
| 2020 | Geraldine McCaughrean                  | Where the World Ends                                     |                                                         | De honor  |
| 2019 | Elizabeth Acevedo                      | The Poet X                                               | Poet X                                                  | Ganador   |
| 2019 | Elana K. Arnold                        | Damsel                                                   |                                                         | De honor  |
| 2019 | Deb Caletti                            | A Heart in a Body in the World                           |                                                         | De honor  |
| 2019 | Mary McCoy                             | I, Claudia                                               |                                                         | De honor  |
| 2018 | Nina LaCour                            | We Are Okay                                              | ¿Estamos Okey?                                          | Ganador   |
| 2018 | Angie Thomas                           | The Hate U Give                                          | El odio que das                                         | De honor  |
| 2018 | Jason Reynolds                         | Long Way Down                                            | Largo descenso                                          | De honor  |
| 2018 | Laini Taylor                           | Strange the Dreamer                                      | El soñador desconocido                                  | De honor  |
| 2018 | Deborah Heiligman                      | Vincent and Theo: The Van Gogh Brothers                  |                                                         | De honor  |
| 2017 | John Lewis, Andrew Aydin y Nate Powell | March #3                                                 |                                                         | Ganador   |
| 2017 | Louise O'Neill                         | Asking for It                                            |                                                         | De honor  |
| 2017 | Julie Berry                            | The Passion of Dolssa                                    |                                                         | De honor  |
| 2017 | Neal Shusterman                        | Scythe                                                   | Siega                                                   | De honor  |
| 2017 | Nicola Yoon                            | The Sun Is Also a Star                                   | El Sol también es una estrella                          | De honor  |
| 2016 | Laura Ruby                             | Bone Gap                                                 |                                                         | Ganador   |
| 2016 | Ashley Hope Pérez                      | Out of Darkness                                          |                                                         | De honor  |
| 2016 | Marcus Sedgwick                        | The Ghosts of Heaven                                     |                                                         | De honor  |
| 2015 | Jandy Nelson                           | I'll Give You the Sun                                    | Te daría el Sol                                         | Ganador   |
| 2015 | Jessie Ann Foley                       | The Carnival at Bray                                     |                                                         | De honor  |
| 2015 | Jenny Hubbard                          | And We Stay                                              |                                                         | De honor  |
| 2015 | Andrew Smith                           | Grasshopper Jungle                                       |                                                         | De honor  |
| 2015 | Mariko Tamaki                          | This One Summer                                          |                                                         | De honor  |
| 2014 | Marcus Sedgwick                        | Midwinterblood                                           |                                                         | Ganador   |
| 2014 | Rainbow Rowell                         | Eleanor & Park                                           | Eleanor & Park                                          | De honor  |
| 2014 | Susann Cokal                           | Kingdom of Little Wounds                                 |                                                         | De honor  |
| 2014 | Sally Gardner                          | Maggot Moon                                              |                                                         | De honor  |
| 2014 | Clare Vanderpool                       | Navigating Early                                         |                                                         | De honor  |
| 2013 | Nick Lake                              | In Darkness                                              |                                                         | Ganador   |
| 2013 | Benjamin Alire Sáenz                   | Aristotle and Dante Discover the Secrets of the Universe | Aristóteles y Dante descubren los secretos del universo | De honor  |
| 2013 | Elizabeth Wein                         | Code Name Verity                                         |                                                         | De honor  |
| 2013 | Terry Pratchett                        | Dodger                                                   |                                                         | De honor  |
| 2013 | Beverley Brenna                        | The White Bicycle                                        |                                                         | De honor  |
| 2012 | John Corey Whaley                      | Where Things Come Back                                   |                                                         | Ganador   |
| 2012 | Daniel Handler                         | Why We Broke Up                                          | Y por eso rompimos                                      | De honor  |
| 2012 | Christine Hinwood                      | The Returning                                            |                                                         | De honor  |
| 2012 | Craig Silvey                           | Jasper Jones                                             |                                                         | De honor  |
| 2012 | Maggie Stiefvater                      | The Scorpio Races                                        |                                                         | De honor  |
| 2011 | Paolo Bacigalupi                       | Ship Breaker                                             |                                                         | Ganador   |
| 2011 | Lucy Christopher                       | Stolen                                                   |                                                         | De honor  |
| 2011 | A.S. King                              | Please Ignore Vera Dietz                                 |                                                         | De honor  |
| 2011 | Marcus Sedgwick                        | Revolver                                                 |                                                         | De honor  |
| 2011 | Janne Teller                           | Nothing                                                  |                                                         | De honor  |